# Норма (теорія полів)
Но́рма — відображення елементів скінченного розширення L поля K в початкове поле K, що визначене таким чином:
Якщо L/K — скінченне розширення (воно буде алгебраїчним розширенням) степеня n=[L:K]; тоді довільний елемент a ∈ L визначає лінійне перетворення L:  
{\displaystyle \ x\mapsto ax.}
Цьому перетворенню в деякому базисі e1,e2...en відповідає матриця A:
(αe1, αe2 ... αen)=(e1,e2...en)*A. Визначник цієї матриці називається нормою елементу α. Оскільки для іншого базису даному відображенню відповідатиме подібна матриця  A'=CAC-1 з тим же визначником det(A)=det(A'), то норма не залежить від вибраного базису. Вона позначається   {\displaystyle N_{L/K}(a).}

## Властивості норми
- {\displaystyle \ N_{L/K}(a)=0\iff a=0}
- {\displaystyle \ N_{L/K}(a)=a^{[L:K]},\quad \forall a\in K}
- {\displaystyle N_{L/K}(ab)=N_{L/K}(a)\cdot N_{L/K}(b),\quad \forall a,b\in L}, зокрема є гомоморфізмом групи ненульових елементів поля L× в групу K×

{\displaystyle \ N_{L/K}\colon L^{\times }\to K^{\times }.}
- Для полів M/L/K маємо:

{\displaystyle \ N_{M/K}(a)=N_{L/K}(N_{M/L}(a))} (транзитивність норми)
- Якщо L=K(α)  і f(x)=xn+an-1xn-1+...+a1x+a0 — мінімальний многочлен, для α то {\displaystyle N_{L/K}(a)=(-1)^{n}a_{0}}. Тобто, якщо {\displaystyle \alpha =\alpha _{1},\alpha _{2},\ldots ,\alpha _{n}} — всі корені цього многочлена, то {\displaystyle N_{L/K}(a)=(-1)^{n}\alpha _{1}\cdot \alpha _{2}\cdot \ldots \cdot \alpha _{n}.}

## Вираз норми через гомоморфізмиLнадK
Нехай σ1,σ2...σm — всі гомоморфізми L в алгебраїчне замикання поля K, що залишають нерухомими всі елементи K. Якщо L є сепарабельним то m рівне степеню [L:К]=n . Тоді для норми існує наступний вираз:
{\displaystyle N_{L/K}(a)=\prod _{\sigma \in \operatorname {Gal} (L/K)}\sigma (a).}
Якщо L є несепарабельним тобто m≠n — степені [L:K], в цьому випадку n кратно m, причому частка є деяким степенем характеристики p.
Тоді 
{\displaystyle N_{L/K}(a)=\left(\,\prod _{i=1}^{m}\sigma _{i}(a)\right)^{\frac {n}{m}}}

## Приклад
- Нехай {\displaystyle \mathbb {R} } — поле дійсних чисел, {\displaystyle \mathbb {C} } — поле комплексних чисел, що розглядається як розширення {\displaystyle \mathbb {R} }. Тоді норма елементу a+bi буде рівна a²+b²
- Норма елементів розширення поля {\displaystyle \mathbb {Q} ({\sqrt {2}})/\mathbb {Q} } задається так:

{\displaystyle a+b{\sqrt {2}}\mapsto a^{2}-2b^{2}} für {\displaystyle a,b\in \mathbb {Q} }.
- Норма елементів розширення поля {\displaystyle \mathbb {F} _{q^{n}}/\mathbb {F} _{q}} задається так:

{\displaystyle x\mapsto x^{1+q+q^{2}+\ldots +q^{n-1}}.}